# Полёты во сне и наяву
«Полёты во сне и наяву́» — советский художественный фильм в жанре трагикомедии режиссёра Романа Балаяна по сценарию Виктора Мережко. Картина находилась в производстве в 1981—1982 годах. Натурные съёмки прошли во Владимире и окрестностях города. Фильм вышел на экраны в 1983 году.
Картина повествует о трёх днях из жизни сотрудника архитектурного бюро Сергея Макарова накануне его сорокалетия, переосмыслении прожитых лет. Лента получила высокую оценку критики за сценарий и режиссёрскую работу. Полемику в среде специалистов вызвал образ главного героя и его воплощение Олегом Янковским. «Полёты во сне и наяву» стали современным размышлением на тему лермонтовского и чеховского «лишнего человека», кризиса среднего возраста и кризиса целого поколения эпохи развитого социализма. Наряду с «Отпуском в сентябре» и «Осенним марафоном», картина прозвучала как манифест поколения 1970—1980-х годов, затронув острые социальные и философские вопросы современности. Киноведы отмечали скрытый социальный подтекст, называя фильм «тихим диссидентством», который, по выражению Виктора Матизена, стал «характеристикой эпохи».
Олег Янковский, исполнивший в фильме главную роль, считал «Полёты во сне и наяву» своей лучшей работой. В прокате картину посмотрело 6,4 млн зрителей. В 1987 году творческий коллектив ленты был награждён Государственной премией СССР. Картина попала в зарубежный прокат и заслужила благосклонные отзывы иностранной прессы. Роман Балаян рассматривал возможность продолжения фильма. Сюжетно тема картины была продолжена в драме 2008 года «Райские птицы», а её название устойчиво вошло в современный русский язык.

## Сюжет
События картины происходят в канун сорокалетия Сергея Макарова, сотрудника архитектурного бюро. Сергей просыпается рано утром. Он пытается написать письмо матери, но бросает. Повздорив с женой Наташей из-за того, что разбудил раньше времени дочь, Сергей уходит из дома. Оказавшись на работе, Сергей отпрашивается якобы для встречи на вокзале матери, приезжающей на его юбилей. На самом деле он отправляется на свидание с любовницей Алисой. Случайно в его машину садится и оказавшаяся поблизости Наташа. Сергей ссорится с обеими женщинами. Наташа забирает его ключ от дома.
Вернувшись на работу, Сергей признаётся, что не встречал мать, обманув своего начальника Николая Павловича и сослуживцев. Начинается скандал, виновник происшествия по требованию начальника пишет заявление об увольнении. Сергей покидает контору, мирится с Алисой и идёт с ней на вечеринку, организованную их знакомым скульптором. Там Сергей рассказывает о своих «полётах», а Алиса как бы мимоходом увлекается случайным знакомым. Уйдя со встречи, Сергей бесцельно бродит ночью по городу. Случайно он оказывается на съёмочной площадке фильма, откуда его выпроваживает режиссёр. Затем на окраине города Сергей запрыгивает в товарный поезд, говоря машинисту, что ему срочно нужно уехать к матери. При попытке предотвратить хищение из вагона Сергея избивают неизвестные. Наутро на железнодорожной насыпи его подбирает стрелочница и на мотодрезине отвозит обратно в город.
На следующий день Сергей продолжает своё бесцельное путешествие: навещает свою подругу (и бывшую возлюбленную) Ларису Юрьевну, попадает к старому знакомому на свадьбу, встречает на детской площадке дочь. Собирается поговорить и с Алисой, но та, оказывается, проводит время с новым другом. Второй день заканчивается примирением с Николаем и дружеским застольем до ночи за бутылкой водки. Николай признаётся, что в молодости был безнадёжно влюблён в Ларису и завидовал Сергею.
Последний день — юбилей Сергея Макарова, отмечаемый всем коллективом за городом, на недостроенной даче. Алиса рассказывает гостям, что Сергей обещал показать свои «полёты». Николай шутливо посвящает Сергея из мальчишек в мужчины. Пока гости танцуют и выпивают, Сергей, раскачавшись на тарзанке, привязанной к ветке дерева, прыгает в озеро. Испуганные гости бросаются его спасать, мужчины начинают раздеваться, но промокший Сергей подходит к ним с противоположной от озера стороны и говорит, что пошутил. Настроение испорчено, гости расходятся. В последней сцене Сергей бредёт через осеннее поле с разбросанными по нему стогами сена. Увидев катающихся на велосипедах мальчишек, он бежит впереди них со странным веником в руке, выкрикивая что-то духоподъёмное. Устав, он останавливается возле стога, падает в него, плачет и, свернувшись калачиком, постепенно затихает.

| - Олег Янковский — Сергей Иванович Макаров - Людмила Гурченко — Лариса Юрьевна Кузьмина, коллега и бывшая возлюбленная Сергея - Олег Табаков — Николай Павлович, начальник и друг Сергея - Людмила Иванова — Нина Сергеевна, коллега Сергея - Людмила Зорина — Наташа, жена Сергея - Елена Костина — Алиса Суворова, любовница Сергея (озвучивает Елена Коренева) - Олег Меньшиков — новый друг Алисы - Любовь Руднева — Света, коллега Сергея - Александр Адабашьян — скульптор (озвучивает Юрий Богатырёв) - Никита Михалков — режиссёр на ночных съёмках (камео) - Елена Михайлова — стрелочница (в титрах Е. Черняк) - Алёна Одинокова — Маша, дочь Макаровых - Сергей Иванов — актёр на ночных съёмках (камео) - Валерий Панарин — друг Сергея | - художник-постановщик: Виталий Волынский - звукооператор: Людмила Любенская - художник-декоратор: Евгений Питэнин - художник-гримёр: Л. Колотовкина - монтаж: Елена Лукашенко - редактор: М. Медникова - директор картины: Олег Пикерский |

## Создание

### Предыстория

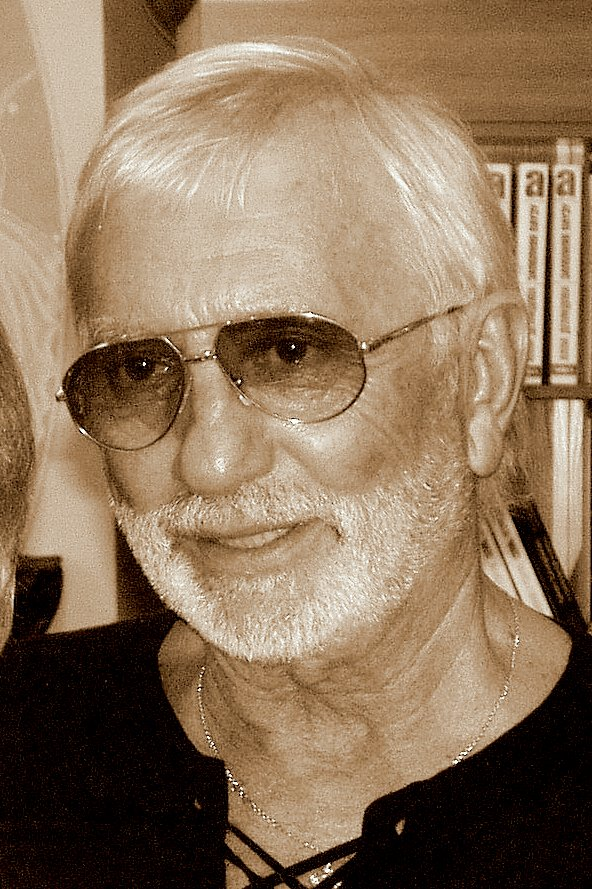
Виктор Мережко

Как и его будущий герой накануне сорокалетия, Роман Балаян в начале 1980-х годов переживал творческий и жизненный кризис. Будучи многообещающим представителем плеяды молодых режиссёров школы Параджанова, он с 1967 года перешёл на студию им. Довженко, которая стала основным местом его работы. Студия, по сравнению с другими региональными кинематографическими объединениями, считалась оплотом идеологического контроля. Балаян уже сделал себе имя, приобрёл узнаваемую манеру, но известен был по большей части лишь специалистам. Режиссёр находился на перепутье и испытывал проблемы финансового плана. После «Каштанки» (1975) и «Бирюка» (1978) он не снимал около пяти лет. Экранизация литературной классики была достаточно нейтральным занятием, не навлекавшим серьёзных нападок цензуры, особенно на периферии. Впрочем, попытка создать картину по мотивам дневников Шевченко не получила одобрения, ему предлагали снимать только на производственную тематику. Замысел будущей картины возник у Романа в начале 1981 года, и сначала он поделился им со своими знакомыми. Предчувствуя трудности в прохождении сценария со сложной социальной проблематикой, Балаян советовался со своим учителем Тимофеем Васильевичем Левчуком, и тот ничего крамольного в сценарии не увидел. Картина попала в портфель киностудии на следующий год. Правда, сомнения высказывал председатель Госкомитета по кинематографии УССР Юрий Олененко, но сценарный план уже был утверждён в Москве.

### Сценарий
Очередной работой режиссёр собирался прервать «цикл классики», чтобы, как он выражался, «выплеснуть всю накопившуюся желчь». Друг Романа Никита Михалков, узнав о замысле, порекомендовал Виктора Мережко, недавно написавшего сценарий для его фильма «Родня». Работа над картиной началась в апреле 1981 года, когда Роман пригласил Виктора в Киев и изложил замысел на словах. Будущий сценарий, как выяснилось, для обоих создателей имел автобиографический подтекст: Роман Балаян действительно представлял себе, как он летает во сне, а после приземления пробуждался в тяжёлой реальности. И если предыдущие картины режиссёр условно снимал «для себя», и резонанс аудитории его не слишком интересовал, то смысл следующей состоял в том, чтобы её посмотрело как можно больше зрителей.
Виктор, сразу не вполне уловив идею, довольно долго размышлял над сценарием. В итоге он положил в его основу воспоминания о своём старшем брате, сотруднике конструкторского бюро, сложном в общении и неустроенном в личной жизни человеке. Название «Полёты во сне и наяву» родилось в совместных обсуждениях. Первым вариантом Балаян остался недоволен: история была написана в комедийном ключе и совершенно не соответствовала его замыслу. Виктор Мережко уже готов был в случае отказа отдать сценарий на киностудию Ленфильм, но Балаян вынужденно согласился принять его за основу. В дальнейшем режиссёр переработал сценарий настолько глубоко, что, как ему казалось, мог бы справиться с ним и сам, но на том этапе творческой карьеры без помощи опытного сценариста фильм бы не состоялся.

### Подбор актёров
Подбор актёров режиссёр считал счастливым стечением обстоятельств и точным попаданием с первого раза. Особенность стиля Романа Балаяна в том, что он ещё с «Бирюка» обходился без проб актёров. Предложенную Виктором Мережко кандидатуру Никиты Михалкова Роман Балаян отверг сразу, хотя пообещал другу компенсацию. На главную роль требовался другой типаж. Увидев Олега Янковского в картине «Мы, нижеподписавшиеся» в эпизоде, где его персонаж нарезает лимон перед празднованием дня рождения, Роман сразу понял, что нашёл то, что искал. Сдержанная актёрская манера, искусство недосказанности, врождённая ирония — как раз то, что требовалось для образа Сергея Макарова. Начав с героических и романтических ролей, к концу 1970-х годов Олег Янковский переключился на негативных персонажей, таких как Степлтон из «Собаки Баскервиллей» и Семёнов из «Мы, нижеподписавшиеся». Следующим его шагом стали роли современников, которых сложно отнести к одному из полюсов. Подобная Сергею Макарову противоречивая роль была у Олега Янковского и в картине «Влюблён по собственному желанию», снимавшейся почти одновременно.
Балаян выслал актёру сценарий. Янковский всегда был очень востребован в кино и театре. Имя режиссёра ему тогда ничего не говорило, а съёмки планировались на периферийной студии, так что особого энтузиазма от предложения актёр не испытывал. Весной 1981 года, отправляясь с Никитой Михалковым в Таллин на очередные съёмки, Олег в купе поезда прочитал сценарий. Михалков всячески расхвалил Балаяна, тактично умолчав о том, что сам был первой кандидатурой на главную роль. Так актёр принял предложение. По взаимной договорённости Янковского и Балаяна было решено, что роль Наташи исполнит супруга актёра в жизни — актриса Людмила Зорина. Это должно было придать особый колорит сценам общения героев. В дальнейшем эта роль осталась единственной заметной работой театральной актрисы в кино.
С другими персонажами второго плана поиски сложились достаточно легко. Олега Табакова Балаян хорошо знал ещё по картине «Каштанка». Людмилу Гурченко режиссёру порекомендовал Никита Михалков. Во время их первой встречи Роман попросил её передать характер будущей героини, но обычная манера Гурченко его совсем не устраивала. Тогда Балаян намекнул: «Если бы я мог найти актрису в Европе, то выбрал бы Анук Эме». В ответ Людмила сказала: «Хорошо, я буду просто молчать в кадре». Многие образы и воплощавшие их актёры появлялись в картине спонтанно, как, например, эпизодическая роль скульптора для мастера эпизодов Александра Адабашьяна.
Молодые герои — любовница главного героя Алиса и её друг — возникли в сценарии в последних доработках, непосредственно перед съёмками. Олега Меньшикова Роман присмотрел ещё в его дебютной картине «Жду и надеюсь», находившейся в производстве на киевской киностудии. Персонаж Олега Меньшикова первоначально был проходным, но затем Балаян его укрупнил. Юную любовницу Сергея искали достаточно долго и нашли, только когда съёмки уже начались. Исполнительницей роли Алисы стала десятиклассница Елена Костина, дочь знакомой Людмилы Ивановой, совершенно без опыта в кино. Начинающая актриса не сразу влилась в звёздный коллектив. Девушке пришлось терпеть нелестные высказывания о её актёрских способностях со стороны опытных коллег. В эпизоде вечеринки фигурирует статуя, которую по сюжету лепили с обнажённой Алисы. Статую действительно лепили с Елены, но она позировала не обнажённой, а одетой в обтягивающую водолазку.

### Производство

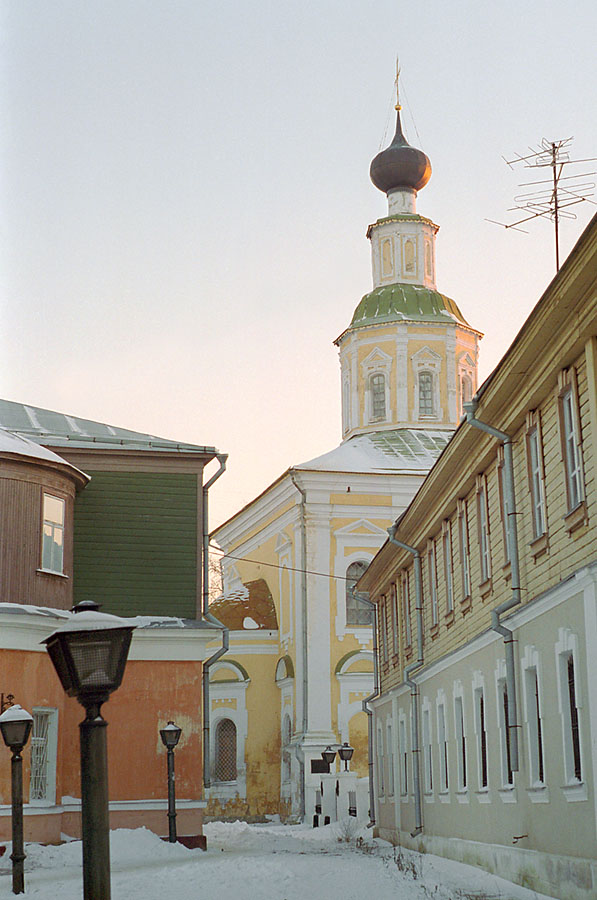
Съёмки картины прошли во Владимире. Георгиевская улица появилась в нескольких сценах фильма

Производство картины началось во Владимире 14 сентября 1981 года, а основная часть натурных съёмок прошла с сентября по ноябрь того же года. В первый съёмочный день по заведённой киношной традиции разбили тарелку на удачу. В тот же день приехал Никита Михалков. Режиссёр выполнил своё обещание компенсации за то, что не выбрал его как исполнителя роли главного героя, хотя ему и пришлось постараться, чтобы придумать роль для «раскрученной» внешности. Так Михалков получил в фильме эпизодическую роль режиссёра «картины в картине», идея которой возникла непосредственно на месте съёмок. Сцена стала первой отснятой в фильме — короткий эпизод с ролью-камео, в котором всего за два часа запечатлели Михалкова и актёра Сергея Иванова.
Режиссёр, объясняя актёрам задачу, описал будущий фильм так: фильм про дерево, которое стоит в воде и умирает от жажды. Атмосфера на съёмках была непринуждённой. На площадке режиссёр специально включал саундтрек из картины «8 1/2», который создавал, как он считал, необходимое настроение. Композитору Вадиму Храпачёву поставили задачу написать музыку «под Нино Рота». Особенностью работы Балаяна как режиссёра было то, что он предоставлял полную свободу исполнителям, насколько это было возможно. При этом он всегда старался укладываться в график производства ленты. На съёмках «Полётов…» режиссёр не нажимал на актёров. Балаян вспоминал, что никогда не был излишне требовательным, терпимо относился к опозданиям и проблемам с запоминанием текста, поощряя интересные импровизации и прислушиваясь к мнениям исполнителей. Небольшая сложность возникла с опасной сценой раскачивания на верёвке для последующего прыжка. Был приглашён каскадёр, но он перед прыжком инстинктивно поджимал ноги, что не устраивало режиссёра. В итоге вместо Янковского раскачивался и прыгал один из техников съёмочной группы с похожей фигурой.
Музыку, написанную Храпачёвым к фильму, записал московский звукорежиссёр Юрий Богданов, работавший в то время на фирме грамзаписи «Мелодия» и хорошо известный своим сотрудничеством с композитором Эдуардом Артемьевым и многими другими музыкантами. Обе музыкальные темы — «Танец» и «Финал» — были сыграны Богдановым на синтезаторе EMS Synthi 100 (в «Танце» он использовал ещё и гитару, а в записи «Финала» была также задействована струнная группа Государственного симфонического оркестра УССР под управлением Фёдора Глущенко).
Некоторые из актёров параллельно с работой в «Полётах во сне и наяву» снимались в других фильмах и были заняты в театре. Олегу Табакову для съёмок приходилось вставать в пять утра, с тем чтобы вечером он мог успеть в столицу на спектакль. Каждую свободную минуту он спал. Очень сложно пришлось Янковскому, который почти одновременно в 1981 году дал согласие на участие в фильме «Влюблён по собственному желанию». Сергей Микаэлян постарался начать съёмки раньше и как мог приспосабливался к графику актёра. Олегу Янковскому пришлось разрываться ещё и с работой в Ленкоме. Актёр вспоминал, что спал по 3—4 часа в сутки, курсируя на своей машине между Владимиром, Москвой и Подмосковьем.

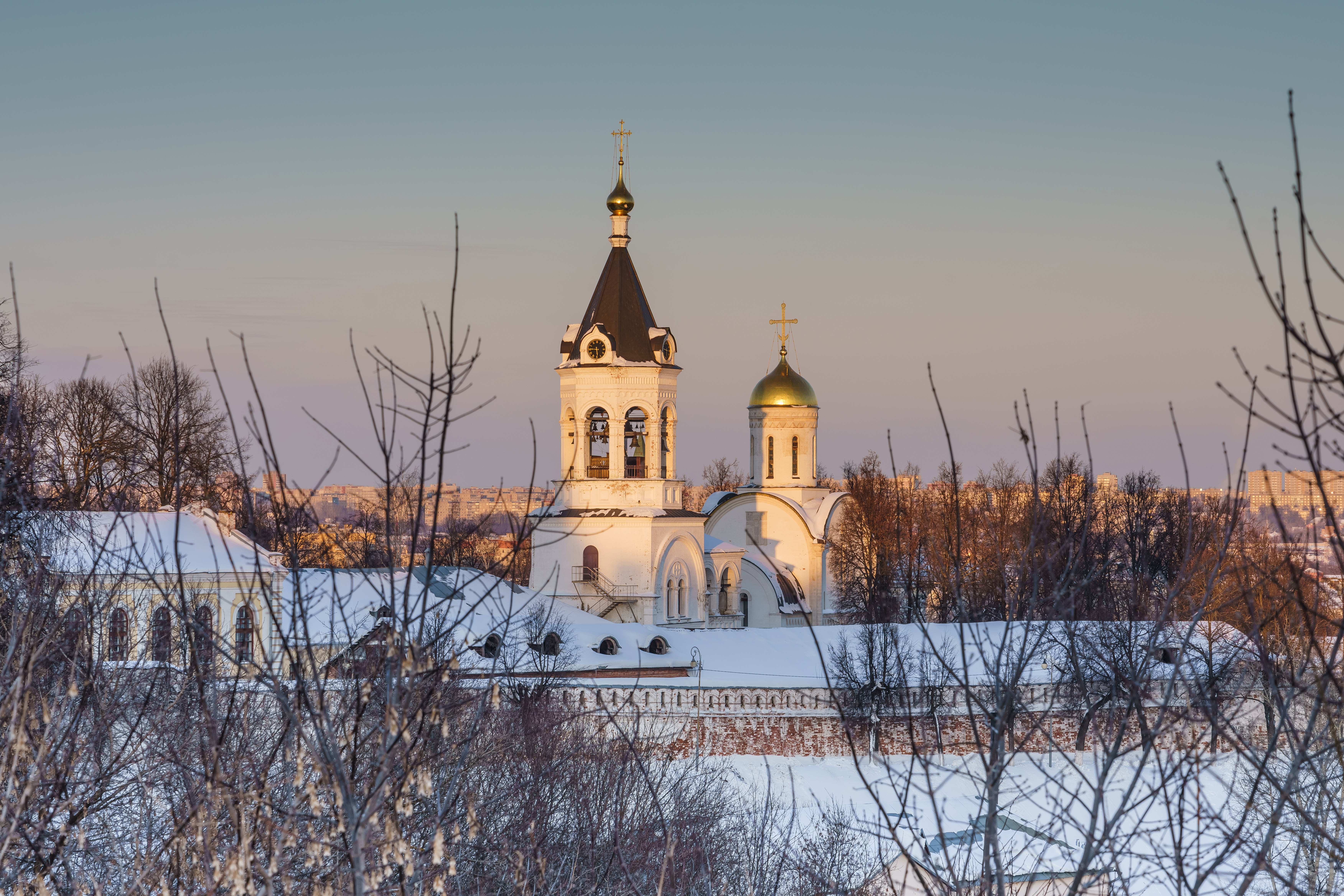
Эпизод свидания с Алисой снимался около Богородице-Рождественского монастыря (Большая Московская улица, 86)

Творческую группу преследовали и обычные в то время бытовые проблемы. Из-за дефицита продуктов в городе съёмочной группе негде было питаться. Помогло вмешательство Никиты Михалкова. Благодаря его связям кинематографисты были допущены обедать в ведомственной обкомовской столовой. Съёмки происходили в различных районах города, в частности, около Колхозного рынка. Эпизод «с дыней» и последующим притворным сердечным приступом главного героя сняли у входа в одно из зданий Богородице-Рождественского монастыря, на Большой Московской улице. Особое внимание местных жителей привлекла сцена, в которой Алиса выходит из обычно наглухо закрытых ворот, принадлежавших в те годы областному управлению КГБ. Утренняя гонка Сергея в прологе снималась на одной из окраинных улочек города. Ключевые сцены нечаянной встречи с женой и любовницей героя запечатлены в районе Георгиевской улицы. Для первого варианта финальной сцены пикника в конце октября выехали в предместье Владимира — посёлок Мостострой на берегу Клязьмы. Заканчивали натурные съёмки картины в ноябре, когда во Владимире уже выпал снег, поэтому для продолжительной сцены пикника на даче Сергея съёмочная группа отправилась в Сочи. По замыслу режиссёра, в ней были задействованы почти все второстепенные герои. Людмила Иванова, занятая в других проектах, не смогла туда попасть и потом очень сожалела, что её роль осталась незаконченной.
В ходе съёмок создатели картины значительно отклонились от сценария, что было обычной манерой режиссёра, причём независимо от качества литературного материала. По первоначальному замыслу Виктора Мережко, полёты героя играли в сюжете бо́льшую роль. Герой обладал сверхъестественным даром и мог посещать места, в которых никогда не бывал. Для Сергея Макарова полёты были навязчивой идеей, и он даже изготовил самодельные крылья. В начале работы над картиной режиссёр делал пробные кадры съёмок с вертолёта, но затем отказался от подобного сценарного хода. Изначально предполагалось, что в сцене финального пикника герой падает с дерева прямо на глазах у гостей и приехавшей матери, разбивается и умирает на руках у Ларисы. Балаян отказался от подобной развязки, и от полётов в итоге осталось одно только упоминание. Некоторое время Балаян искал другую концовку для картины, а нашёл её случайно. Объезжая окрестности Владимира в поисках натуры, режиссёр увидел поле со стогами сена, по которому катались мальчишки на велосипедах. Шёл лёгкий дождь. Экспромтом родилась новая финальная сцена, в которой герой бежит за велосипедистами и затем останавливается, бессильно падает и зарывается в стог сена. Не теряя времени и натуры, группа немедленно запечатлела сцену. Не остановило даже отсутствие объектива-трансфокатора, необходимого для наезда и крупного плана героя. Тележку оператора заменила люлька проезжавшего на дороге случайного мотоциклиста.

### Прокат и признание
Производство растянулось почти на год, работу над фильмом завершили в конце 1982 года. Роман Балаян утверждал, что картину после первых просмотров запретили к выпуску в прокат. Он уже готовился к следующей ленте, но был вынужден отложить предпроизводство и заняться доработкой «Полётов…». Приёмка работы вызвала дискуссии. По требованию худсовета студии, который считал картину безыдейной, а образ главного героя упадническим, добавили эпизод со свадьбой, который Балаян, впрочем, позже всё равно значительно сократил. Худсовет также потребовал вставить эпизод с партсобранием, на котором распекают главного героя, но Балаян отказался. С критикой фильма выступил первый зампред Госкино СССР Борис Павленок. Прежде всего, руководство не устроило недостойное поведение главного героя, который даже свою мать не может навестить несколько лет и беззастенчиво врёт коллегам. «Это не антисоветская картина — просто она о человеке, который не хочет строить коммунизм», — защищался Балаян. Филипп Ермаш отнёсся к критике картины достаточно спокойно, исправление всех замечаний означало бы необходимость снять совсем другую картину. «Фильм Балаяна подрывает основы советской власти?» — переспросил председатель Госкино. Это и решило судьбу проката.
После продолжительных разбирательств с контролирующими органами, дополнительной съёмки отдельных сцен и монтажа в прокат лента вышла в январе 1983 года. Картине присвоили вторую прокатную категорию, и она прошла ограниченным «вторым экраном», по провинциальным кинотеатрам, оказавшись несколько в тени мелодрамы «Влюблён по собственному желанию». Ленты вышли на экраны почти одновременно, но картина Микаэляна оказалась более успешной в прокате (26 млн зрителей) и получила несколько наград кинофестивалей. Тем не менее «Полёты …» были замечены зрителями — за год картину посмотрело около 6,4 млн зрителей. Картина получила самое подробное освещение прессы и признание кинокритики.
В 1983 году лента попала в международный прокат, на внеконкурсный показ на Каннском кинофестивале и на неделю советского кино в Нью-Йорке. О ней писала и международная критика. В 1987 году, с началом перестройки, картина вышла в повторный прокат. Государственной премии СССР была удостоена творческая группа создателей: Роман Балаян, Вилен Калюта, Виктор Мережко, Олег Янковский.

## Оценка

### Жанр и сюжетное построение
Жанровая принадлежность картины осталась неопределённой. Автор сценария картины назвал её трагикомедией, с чем соглашались современники. В более позднем анализе ленту приводили как один из редких примеров артхауса в советском кинематографе, относили и к экзистенциальной драме («обыкновенный экзистенциализм», по определению Барбары Вурм). Критик журнала Punch отметил, что картина создана вне рамок национального кино и что работу Романа Балаяна даже можно спутать с американской новой волной. Зара Абдуллаева назвала «Полёты…» бессюжетной картиной, смотреть которую можно с любого места. Основное настроение картины, её незаконченность и недосказанность, оставляют достаточно пространства для размышлений зрителя. Всё начинается уже с названия. Оно обещает зрителю фантастическое развитие событий, но сюжет развивается в повседневности провинциального городка. Главный герой постоянно балансирует между сном и явью, правдой и вымыслом, жизнью и смертью.
Двойственность подчёркивают и пара музыкальных тем картины, создающих несовместимый по первому впечатлению звуковой коллаж. Трагическая основная тема, созданная в электронной манере артемьевского «Сталкера», и контрапунктом — мажорный мотив шлягера «Ярмарки» Марыли Родович. В картине отсутствует знакомое для зрителя построение — конфликт положительного и отрицательного персонажей. Главному герою, которого можно считать антигероем (или «не героем»), никто не противопоставлен. Концовка картины открыта и основные вопросы остались без прямого ответа. «Разомкнутая драматургическая структура, без начала и без конца, предполагает в зрителе действующее лицо — и это не красивые слова. На зрителе замыкаются те связи, что по законам иной поэтики, обычно реализуются в сюжете». Таким образом, судить героя и делать выводы предстоит самому зрителю.
Сюжет компактен во времени и в пространстве. Экранное время — три дня жизни героя, подведение итогов и переосмысление прожитого перед юбилеем. Пространство ограничено провинциальным городом. Герой мечется в его пределах, отчаянно гонит машину по узким улицам и словно не может вырваться из рамок повседневности. Попытка покинуть город и навестить мать заканчивается избиением героя. Даже когда он виртуально пытается выпасть из действительности на съёмочную площадку, героя принудительно возвращают назад. Приём искусственного ограничения пространственными рамками и возвращения в них достаточно известен. Он использовался, например, в «Городе Зеро» Шахназарова. Время действия — осень. Настроение безысходности добавляет пасмурная погода на переходе к зиме. В силу невысокого качества советской цветной киноплёнки «Свема», использованной при съёмках картины, слабая светочувствительность и грязноватая гамма создают депрессивную атмосферу, подчёркивающую разлад в душе героя. Общение персонажей большей частью проходит в мелких бытовых дрязгах на фоне камерной обстановки (в машине или комнате). Только в концовке герой наконец вырывается из этих рамок условностей. Финал картины снят на открытых пространствах, в естественных декорациях самой Природы.

### Образ главного героя
Перед нами поистине гений безответственности, виртуоз себялюбия, человек, самые лучшие побуждения которого затухают, не успев разгореться, а то и вовсе перерождаются в свою противоположность, беспощадно уязвляя и его самого, и всех вокруг. А ведь талантлив, отзывчив, добр был этот сорокалетний мальчик — это и поныне, словно по следам былой красоты, можно проследить по импульсивности его натуры. Не зря любили его женщины и обожали товарищи. Кто же виноват в том, что так нелепо сложилась судьба этого, как видно, незаурядного человека? Сам ли он, эгоист и пересмешник, растратил по мелочам свой дар и опустошил душу или тому виной друзья и возлюбленные, заласкавшие его донельзя, привыкшие всё ему прощать — и злонамеренную шалость, и нечаянную подлость.
Анатолий Макаров
Роман Балаян описывал свою работу как монологичное повествование, «актёрскую» картину. В картине нет параллельных сюжетных линий, всё действие выстроено вокруг главного персонажа и его драмы. В центре повествования немолодой уже персонаж, готовящийся встретить сорокалетие. Сергей Макаров словно соткан из противоречий. «Персонаж всё более утрачивает значение целостной и завершённой индивидуальности, оказываясь, скорее, некоей пластичной материей, способной к самым неожиданным превращениям», — комментировал А. Зверев сложный характер героя.
По первому впечатлению он достаточно успешен: жена, ребёнок, квартира. У Сергея Макарова есть даже дача (довольно условная) и машина (чужая) — символы благополучия по советским меркам. Однако всё это призрачно. Живёт он в долг, с семьёй, кроме совместной жилплощади, имеет мало общего: супруга нелюбима, ребёнок растёт сам по себе. Есть любовница, но её присутствие в его жизни не приносит радости. Да и работа не выглядит любимым занятием: его службу в архитектурном бюро, смысл которой остаётся за кадром, можно назвать разве что «пенсией по инвалидности души». Весь фильм герой проводит в одной и той же одежде — в старом растянутом свитере, линялых джинсах и кроссовках. С точки зрения зрителя 80-х годов, одежда дефицитная, но на молодящемся герое выглядит слегка нелепо. Сергей не лишён чувства юмора, не прочь разыграть окружающих, но его шутки не веселят. Инфантилизм, любовь героя к розыгрышам резко контрастируют с трагедией личной жизни. Как правило, в большинстве фильмов осмысление проблем даётся самим главным героем, иногда он озвучивает даже собственные мысли, но только не здесь: в «Полётах…» смятению героя не даётся никакого авторского толкования. Как отмечала Елена Стишова, герой живёт необъяснимой двойной жизнью: ночь и день, полёты во сне и неустроенная жизнь наяву.

Сергей Макаров в исполнении Олега Янковского

Обаятельного, талантливого, любимого женщинами персонажа сложно отнести к героям в привычном смысле слова, ведь он демонстрирует полное пренебрежение к поведению в социуме и общественным нормам. По отдельным признакам Сергей Макаров характеризуется как отрицательный персонаж. Супруга Сергея в сердцах называет его «животным», а друг Николай в лицо обзывает «подонком». Он обманывает друзей, предаёт женщин, забывает свою мать. Даже речи не идёт о способности на героический поступок или на самопожертвование — обычные атрибуты экранного протагониста времён соцреализма. Публицист Юрий Андреев, не отрицая талантливости постановки, назвал Макарова «сорокалетним оболтусом», обвинив создателей в пассивности и бездуховности, выразившейся в столь странном выборе главного героя.
Картина порождает много вопросов. Почему герой, по канонам соцреализма явно асоциальный, отрицательный типаж, любим и терпеливо прощаем окружающими. Их отношение наглядно показывает сцена шутливого суда в концовке, с коленопреклонением и посвящением взрослого человека в мужчину. В следующей после посвящения и проигрыша молодому противнику сцене Лариса в танце обнимает и привлекает к себе Сергея под завистливые взгляды других мужчин.
Симпатиям зрителей по отношению к Макарову есть очевидное объяснение. На экранах и на сцене СССР с конца 1970-х годов стал появляться прагматичный герой с деловой хваткой, умеющий везде устроиться. Бармены, продавцы, снабженцы стали прочно занимать своё место в сюжетах. Бывшие раньше носителями «отдельных недостатков», они стали вытеснять привычного положительного персонажа: мужественного, справедливого, способного на поступок. Апология дельца, противоречащая общественным идеалам, стала вызывать беспокойство деятелей культуры. При всех недостатках Сергей Макаров вызывает сострадание и сочувствие. Привлекательный для зрителя неудачник-романтик — антипод дельца, хладнокровного рационалиста.
Критики оценивали саморазрушительное поведение Сергея Макарова как нонконформизм, форму сопротивления действительности в условиях потери идеалов. Инфантилизм главного героя, восприятие действительности как игры становится системой самозащиты. Жизнь героя при внешнем благополучии практически разрушена, ему не на что опереться. Подобный глубокий конфликт можно назвать субстанциональным. По мнению Евгения Марголита, основная причина сопереживания главному герою — свойственная ему внутренняя свобода, пусть и проявляющаяся в столь пассивном и даже двуличном поведении.

Но непостижимым образом — обманывая прекрасных женщин, предавая друзей, подставляя коллег, забывая матерей/отцов, и так далее и тому подобное, — они умудряются (и сейчас, пересмотрите ради интереса) выглядеть лучше и вызывать больше сочувствия, чем их затхлое, пошлое, трусливое, среднестатистическое окружение. Это очень жестокие сюжеты, но они воплощают феномен национального героя — того самого, составленного из пороков поколения, которого с таким мастерством выписал Чехов и которого нигде, кроме как в России, никому воплотить не удаётся.
— Жанна Зарецкая 

### Персонажи второго плана

Друг Алисы в исполнении Олега Меньшикова и Алиса (Елена Костина). Меньшиков воплотил на экране образ, противопоставленный Сергею Макарову, его своеобразное альтер эго

Критики высоко оценили игру актёров, исполнивших роли знакомых главного героя, пусть по мнению отдельных киноведов они оказались вторичны и служили лишь фоном. При всей двусмысленной природе главного героя, персонажи второго плана выписаны очень чётко. Особенно была отмечена работа Олега Табакова. Его дуэт с Олегом Янковским — своеобразная перекличка с прошлым, намёк на давнюю историю знакомства, встреча тех, чья молодость прошла в шестидесятых. В отличие от мятущегося Макарова, герой Табакова открыт и прямолинеен. Особняком стоит финальная сцена, в которой Николай Павлович сначала посвящает друга во взрослые, а после провожает его тоскливым взглядом. Подобные эпизоды смотрятся как репризы, в них ярко проявляется трагикомическое начало картины. Успешной оказалась роль бывшей любовницы Макарова Ларисы Юрьевны. Для Людмилы Гурченко это достаточно редкий в фильмографии немногословный и трагический образ женщины, пережившей личную драму. Скупая, нехарактерная для актрисы манера, в которой она не переходит в «бенефисную концертность», была по достоинству оценена критикой. Мастерски сыграны в картине совсем небольшие эпизоды. Адабашьян исполнил яркую роль скульптора на вечеринке. Прекрасный образ воплощён Еленой Михайловой — стрелочницей, которая обнаружила избитого Сергея на железнодорожной насыпи.
Молодые герои картины, Алиса и её безымянный приятель (в исполнении Олега Меньшикова), воплощают экранное альтер эго Сергея Макарова и его супруги. Первоначально роль Меньшикова была совсем маленькой, почти без слов, — роль молодого человека из массовки, появившегося из ниоткуда на вечеринке у скульптора. Постепенно из эпизода она выросла до персонажа второго плана, которого Балаян ввёл и в финальную сцену пикника. Противопоставление 20-летнего и 40-летнего заканчивается поражением Сергея Макарова в комической борьбе на руках. Герой Меньшикова, будучи из другого поколения, совершенно не страдает инфантильностью и точно знает, чего он хочет в жизни. Культуролог Вадим Михайлин, оценивая своеобразный костюм и шляпу героя, его метаморфозу, сравнил его с Тенью из одноимённой пьесы Шварца. Из картинки человечка в шляпе, которого главный герой рисует в незаконченном письме матери, она приобрела реальный облик. Тень главного героя материализуется в сцене вечеринки, уводит девушку и в концовке побеждает своего бывшего хозяина. Критики выделили лаконизм Меньшикова в воплощении образа и замечательную режиссёрскую находку — небольшой хореографический этюд, танец его героя.

### Проблематика и символизм
Художественное пространство картины насыщено символами, явными и неявными заимствованиями, аллюзиями. Создатели не особенно это скрывали, всячески подчёркивая вторичность построения повествования и фигуры главного героя. Хотя в «Полётах…» Балаян отошёл от линии русской классики, с которой начинал, влияние её заметно. Отправной точкой для создателей картины стал образ лишнего человека — фигура давно и глубоко исследованная в русской классике от Чехова и до Вампилова. Сам Балаян отчасти пришёл к Сергею Макарову в том числе и из своего тургеневского Бирюка, не нашедшего места в обществе. Другой слой исторического контекста ленты — повзрослевшие представители оттепели, те, кому в 1960-е ещё не было тридцати, молодые герои картин Хуциева и Ромма. Сергей Макаров и его старый друг Николай на кухне, немного выпив, затягивают «Последний троллейбус» Окуджавы, один из символов той эпохи. Представители поколения, чья юность пришлась на хрущёвскую оттепель, лишь рефлексируют, не вписавшись в действительность начала восьмидесятых.
В картине немало отсылок к схожим по настроению работам. Балаян не раз подтверждал большое влияние, которое на него оказала картина «Осенний марафон», очень близкая по духу. В «Полётах во сне и наяву» даже есть «сноска» к фильму Данелия (диктор радиопередачи в одной из сцен произносит слова «осенний марафон»). Характерен небольшой эпизод с ночной киносъёмкой, на которую занесло Сергея Макарова. Мотив «картины в картине», популярнейший сюжетный ход, почти штамп в советском кинематографе с 1970-х годов, достаточно вспомнить «Начало» Панфилова, «Рабу любви» Михалкова, «Из жизни отдыхающих» Губенко и другие. Данный приём нередко использовался для иносказания. Отношение к этому несколько заезженному сюжетному ходу в картине Балаяна своеобразно. Героя довольно бесцеремонно выпроваживает со съёмочной площадки маститый режиссёр, «хозяин жизни» (в исполнении Никиты Михалкова). Сергей Макаров демонстративно перепрыгивает через барьер, её огораживающий, словно преодолевая четвёртую стену в обратном направлении, возвращаясь в условную «действительность».
Картина начинается и заканчивается мотивом полёта. Пролог: тяжёлое пробуждения героя в холодном поту. «Опять к матери летал?» — спрашивает супруга. Несколько раз в ходе сюжета персонажи намекают на полёты, но сами полёты так и не показаны. Символ, попавший в заглавие картины, оказывается не более чем насмешкой и иллюзией перемещения в пространстве. Мотив качелей, постоянно используемый в визуальном решении, акцентирует внимание на перемещении без движения, только на колебании из крайности в крайность. Несколько раз герой встречается с играющими детьми и даже пытается присоединиться к ним. Качели становятся заменой полёту, метафорой детской игры как жизни обетованной, в которую хочет перенестись герой из тоскливой реальности. Игра — один из мотивов, связанных с некоей постановочностью, театральностью построения сюжета, одна из причин разобщения главного героя с окружающим миром. Мотив бегства героя, ярко воплощённый в концовке, весьма характерен для своего времени: картины «Осенний марафон», «Блондинка за углом», «Неоконченная пьеса для механического пианино» заканчиваются сходным образом.
Мотив полёта связан с трагической темой самоубийства, объединяющей других героев из картин периода восьмидесятых: Макарова, Зилова и Платонова. В их сюжете попытка свести счёты с жизнью в той или иной степени является только розыгрышем для окружающих. Снова это лишь насмешка героя над самим собой, неспособностью и невостребованностью в жизни. В картине присутствуют три «смерти» Сергея Макарова. На улице, в сцене примирения с Алисой и после столкновения с железнодорожными ворами. Наконец, в развязке инсценированное самоубийство образно переходит в перерождение героя и уход в другое состояние или измерение. Последняя невесёлая шутка героя, попытка «улететь» и спрятаться от ненавистной реальности. После сумасшедшего бега по полям герой Янковского замирает в позе эмбриона в стоге сена.
Именно это безразличие и асоциальность сюжета и героя, «тихое диссидентство» вызывали особенное беспокойство властей при выпуске в прокат — дискредитацией идеалов социалистического реализма. События происходят словно вне своего времени. Государство не вмешивается в личную жизнь героев, которые отделываются от него незначимыми ритуалами. Всё это позволяло интерпретировать подобные сюжеты позднесоветских фильмов в контексте кризиса советского общества в целом. Личный кризис становился общесоциальным симптомом, а отсутствие перспектив его разрешения не просто усугубляло метанарратив исторического прогресса, но и переворачивало его. Распадающаяся обстановка усиливала ощущение приближавшегося заката советской цивилизации.

### Критика

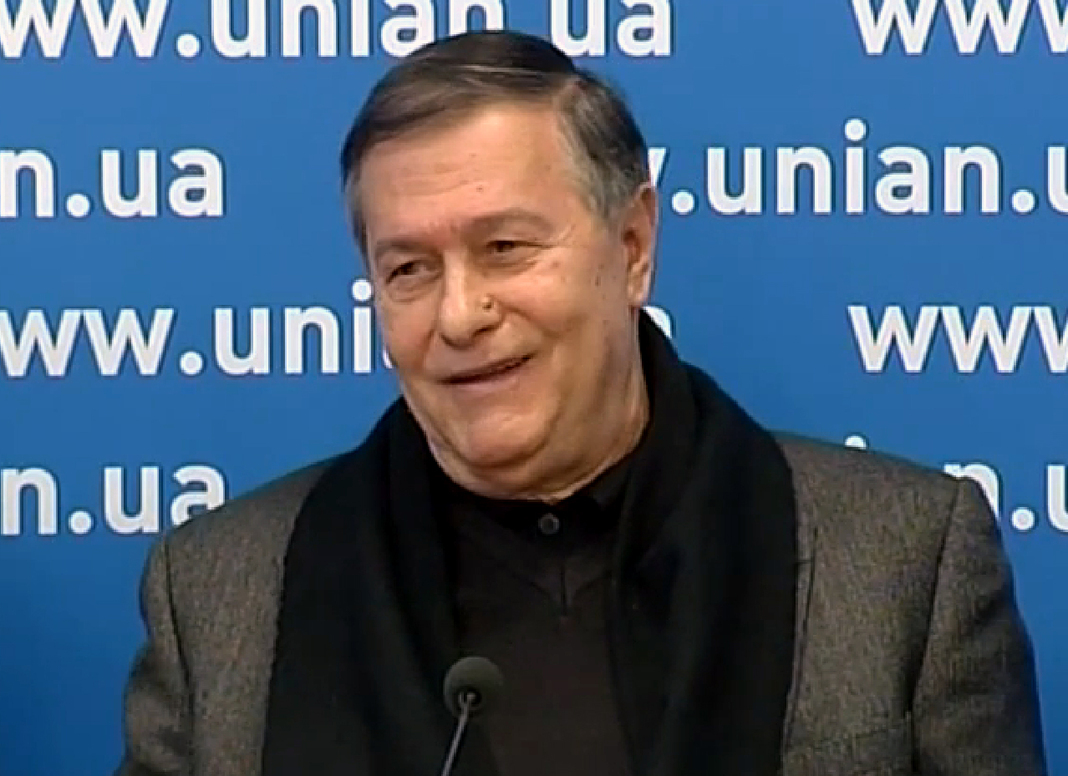
Роман Балаян

О картине заговорили задолго до её выхода на экраны. Ещё летом 1982 года корреспондент журнала «Искусство кино», познакомившись с монтажной копией картины, отметила рождение ленты редкого на советском экране жанра: трагикомической философской притчи. Картину называли нехарактерной для советского кино и даже «западной». Она стала событием в культурной жизни страны. О «Полётах…» стало модно писать, возникла даже определённая конкуренция за право рассказать о ней в прессе. Отзывы критиков были самыми лестными. Специалисты высоко отозвались и о работе сценариста, режиссёра и композитора, и о хорошо переданной психологической и философской стороне, и об актёрской игре. Постперестроечная критика приводила картину в качестве примера скрытого диссидентства, «внутренней эмиграции» в советской культурной среде. Виктория Плужник отметила, что картина, возможно, не стала новым словом в киноязыке, но прозвучала в унисон настроениям всего поколения 1970—1980-х годов. Бурную полемику вызвал социальный контекст, противоречивый образ главного героя. «Мнения разделились, но ощущение задетого нерва, нарушения общественного спокойствия не забылось до сих пор», — писала о картине Зара Абдуллаева. Один из основных вопросов, обсуждаемых критиками спустя десятилетия после выхода картины, такой: была ли работа Балаяна рассказом о кризисе среднего возраста или же стала олицетворением драмы целого поколения, всей страны. В известном смысле, картина объединяет две эти точки зрения. Кризис личности, повторяющийся снова и снова в картинах разных режиссёров, становится социальным симптомом, ведущим к постепенному распаду идеологии и самого государства.
Работа режиссёра в картине — пример чистой режиссуры и замечательного погружения в атмосферу эпохи, по мнению Виктора Матизена. С одной стороны, утверждалось, что режиссёр полностью, вплоть до нюансов, удерживал нити развития сюжета в своих руках. С другой стороны, критики считали, что авторская позиция относительно амбивалентности главного героя осталась непрояснённой. Критики отметили роль оператора, художника и изобразительную культуру картины. Отдельных высоких оценок заслужила актёрская игра — прежде всего, Олега Янковского. Европейские и американские любители кино имели возможность сравнить персонажей картины Балаяна и вышедшей вскоре «Ностальгии» Тарковского. В рецензии журнала Punch игру актёра сравнили с манерой Спенсера Трейси, отмечая редкое искусство перевоплощения, характерное для лучших представителей русской актёрской школы. Виктор Матизен назвал его роль в картине «эпохальной». Зара Абдуллаева отметила, что Янковский одним только своим присутствием в кадре создавал ощущение диссонанса, какой-то изначальной неразрешимости сомнений, критического импульса. Майя Туровская оценила снайперскую точность, благодаря которой многие зрители узнали в актёре и персонаже себя. Сам Олег Янковский считал свою работу в «Полётах во сне и наяву» лучшей в своей творческой биографии.
Говоря об отдельных недостатках, критики отметили чрезмерное увлечение авторов картины стилизацией. Александр Трошин заметил, что стиль в картине заменил содержание, авторы спрятались за него и он стал своего рода «обезболивающим». Тема цирка и клоунады звучит порой слишком нарочито. Как негативную сторону отметили и чрезмерное следование Федерико Феллини, кумиру советских кинематографистов. Розыгрыш, игра, буффонада также часто фигурировали в фильмах этого итальянца. Музыкальная концовка юбилея с гостями, танцующими на осеннем лугу, прямо перекликается с финалом «8 ½». Винсент Кэнби (New York Times) отметил, что создатели картины явно слишком увлеклись темами и манерой итальянского классика.

### Значение
Окончание брежневской эпохи было отмечено выходом на экраны нескольких программных фильмов. Среди них выделяются стилистически и идейно схожие: «Отпуск в сентябре» (экранизация «Утиной охоты»), «Осенний марафон», «Полёты во сне и наяву». Их объединяет многое: время действия (время года), атмосфера, настроение, герои. В этой своеобразной трилогии Лариса Малюкова выделила именно картину Балаяна как «кульминацию крушения киногероизма», а Сергея Макарова — в качестве «героя смутного времени». Если «Отпуск в сентябре» остался до перестроечных времён на полке, фильм Балаяна привлёк повышенный интерес зрителей и критиков, которым тема оказалась очень близка. Картина стала образцом погружения в позднесоветский период и, по выражению Виктора Матизена, стала «характеристикой эпохи». Кризис среднего возраста оказался только внешней стороной сюжета, только переходом к глубоким вопросам, охватывающим весь социум. Образ Сергея Макарова вызвал широкую полемику вокруг фильма и в целом — о герое нашего времени в советском искусстве, каким он постепенно стал складываться с семидесятых. Работу Балаяна называли важным примером доминирования антигероя в искусстве — тревожным симптомом в литературе и искусстве.
Вспоминая о роли картины в своей творческой биографии, Роман Балаян отмечал, что не очень представлял, в чём состоит искусство сценариста и необходимо ли оно вообще. Картина значила многое для понимания возможностей актёров. До того он работал больше на форму, чем на содержание. Лента положила начало долгому и успешному сотрудничеству Янковского и Балаяна. Вместе они работали в шести картинах. Одно время Роман вынашивал идею продолжения «Полётов…», и сценарист Марина Мареева даже написала для него сценарий, но идея не была претворена в жизнь. Картина продолжила череду сложных персонажей Олега Янковского, которых только условно можно отнести к протагонистам.
Картина стала своего рода ответом советского и европейского кинематографа «Пяти лёгким пьесам», программной работе контркультуры Нового Голливуда.
Героев Янковского и Николсона, во многом схожих, мятущихся и не находящих места в обществе нередко сравнивали друг с другом. Фантастическая картина «Райские птицы» (2008 год) стала в некоторой степени продолжением «Полётов…», хотя сам режиссёр с этим не соглашался. В ней Олег Янковский сыграл пожилого диссидента в СССР 1981 года, который воплотил желание Сергея Макарова о полёте.
Работа Балаяна оказала значительное влияние на коллег по цеху. Во многом перекликается с лентой Балаяна фильм Шахназарова «Город Зеро». В картине Шахназарова главный герой теряется в чужом для него городе, в фильме присутствуют абсурдно звучащий музыкальный ряд из несовместимых треков, тема публичного самоубийства. Герой одной из новелл картины «Астенический синдром» Николай в значительной мере был списан с Сергея Макарова. Он отстранён от общества, пытается сбежать от проблем и ищет спасение в вымышленном мире. Выход на экраны картины «Географ глобус пропил» режиссёра Александра Велединского стал поводом ещё раз вспомнить о картине Романа Балаяна. В этом фильме 2013 года присутствует несколько прямых цитат из «Полётов…». Главного героя Служкина называли лишним человеком и сравнивали с латентным нонконформистом Сергеем Макаровым. Критики говорили о возвращении эстетики застоя в культурную среду XXI века. Впрочем, по мнению Евгения Марголита, «Географ …» стал только попыткой изобразить по-настоящему свободного человека.